# Fengyuan

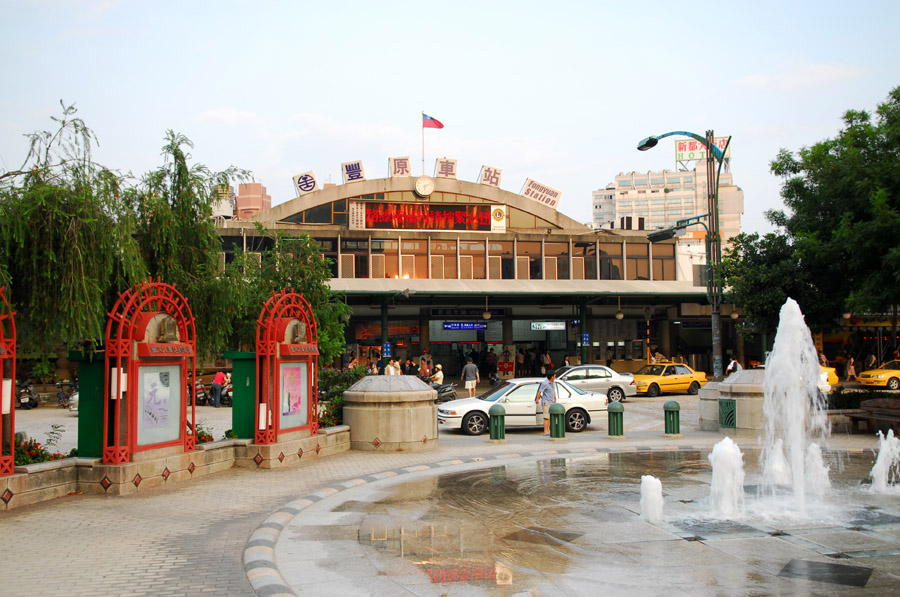
Hauptbahnhof von Fengyuan

Fengyuan, auch Fongyuan (chinesisch 豐原區 / 丰原區, Pinyin Fēngyuán Qū, Tongyong Pinyin Fongyuán Qū, W.-G. Feng1yüan2 Qū4, Pe̍h-ōe-jī Hong-goân-Qū), ist ein Bezirk (區, Qū) im nördlichen Taichung mit 165.000 Einwohnern. Er befindet sich fast 15 km nördlich der Kernstadt Taichung.

## Lage
Fengyuan liegt südlich des Flusses Dajia am östlichen Rand des Taichung-Beckens. Nahe der Stadt kreuzen sich die Autobahnen 1 () und 4 (). Fengyuan verfügt über einen Bahnhof der taiwanischen Eisenbahn.